# Завада (Тарноґурський повіт)
Завада (пол. Zawada, нім. Bachweiler) — село в Польщі, у гміні Зброславиці Тарноґурського повіту Сілезького воєводства.
Населення — 319 осіб (2011).
У 1975-1998 роках село належало до Катовицького воєводства.

## Демографія
Демографічна структура станом на 31 березня 2011 року:
|          | Загалом | Допрацездатний вік | Працездатний вік | Постпрацездатний вік |
| -------- | ------- | ------------------ | ---------------- | -------------------- |
| Чоловіки | 158     | 32                 | 107              | 19                   |
| Жінки    | 161     | 32                 | 94               | 35                   |
| Разом    | 319     | 64                 | 201              | 54                   |